# Kraftwerk Chita
Das Kraftwerk Chita (jap. 知多火力発電所, Chita karyoku hatsudensho) ist ein Gaskraftwerk in Japan, das an der Ostseite der Ise-Bucht auf einer Meeresaufschüttung in Chita in der Präfektur Aichi gelegen ist. Mit einer installierten Leistung von 3.966 MW liegt es nach den Kraftwerken Kawagoe und Hekinan an dritter Stelle der leistungsstärksten Kraftwerke des Stromversorgers Chūbu Denryoku. Es dient zur Abdeckung von Mittellast und Spitzenlast.
Am 5. November 2002 erreichte das Kraftwerk Chita die Marke von insgesamt 500 Mrd. produzierten kWh, seit der erste Block am 11. Februar 1966 in Betrieb ging. Es war das erste Kraftwerk von Chūbu, das diese Marke erreichte.

## Kraftwerksblöcke
Das Kraftwerk besteht aus insgesamt sechs Blöcken unterschiedlicher Leistung, die von 1966 bis 1978 in Betrieb gingen. Bei den Blöcken 1, 2, 5 und 6 wurde von 1992 bis 1996 ein Repowering durchgeführt, indem zusätzliche Gasturbinen installiert wurden, deren Abwärme für die Dampfturbinen des jeweiligen Blocks verwendet wird. Die folgende Tabelle gibt einen Überblick:
| Block | Maschine | Max. Leistung (MW) | Betriebsbeginn | Turbine | Generator | Dampfkessel | Typ               |
| ----- | -------- | ------------------ | -------------- | ------- | --------- | ----------- | ----------------- |
| 1     | 1        | 375                | 11.02.1966     | Toshiba |           |             | Dampfturbine (DT) |
|       | 2        | 154                | 08.1996        | MHI     |           | MHI         | Gasturbine (GT)   |
| 2     | 1        | 375                | 1967           | Toshiba |           |             | DT                |
|       | 2        | 154                | 08.1995        | MHI     |           | MHI         | GT                |
| 3     |          | 500                | 1968           |         |           |             | DT                |
| 4     |          | 700                | 1974           |         |           |             | DT                |
| 5     | 1        | 700                | 05.1978        | Toshiba |           |             | DT                |
|       | 2        | 154                | 06.1995        | Hitachi |           | Hitachi     | GT                |
| 6     | 1        | 700                | 04.1978        | Toshiba |           |             | DT                |
|       | 2        | 154                | 09.1994        | Hitachi |           | Hitachi     | GT                |

Die Dampfturbinen der Blöcke 5 und 6 waren die ersten von Chūbu betriebenen Turbinen, die mit Flüssigerdgas (LNG) befeuerte Dampfkessel verwendeten. Bis zum Jahre 1985 wurden dann die übrigen Blöcke, die ursprünglich auf die Befeuerung mit Öl ausgelegt waren, ebenfalls auf Befeuerung mit LNG umgerüstet.

## Brennstoff
Alle Blöcke des Kraftwerks verwenden LNG als Brennstoff. Das Kraftwerk Chita verfügt deshalb über ein eigenes Terminal für LNG-Tanker, das gemeinsam mit der Firma Toho Gas betrieben wird. Mit 6,5 Mio. t LNG, die 2004 angeliefert wurden, ist es eines der größten LNG-Terminals in Japan. Für den Transport dieser Menge wurden etwa 110 LNG-Tanker benötigt. Die Menge des jährlich angelieferten LNG stieg im Geschäftsjahr 2010 auf 8,6 Mio. t (dies entspricht ca. 140 Tankern). 2010 legte die Mozah in Chita an, ein Tanker der Nakilat Q-Max-Klasse, der 260.000 m³ (ca. 117.000 t) LNG geladen hatte.
Am 13. Juli 2002 wurde die Marke von 100 Mio. t LNG erreicht, die am LNG-Terminal Chita angeliefert wurden, seitdem im September 1977 der erste LNG-Tanker in Chita anlegte. In diesem Zeitraum wurden 1.779 Schiffe abgefertigt. Am 21. November 2011 wurde der 3.000-ste Tanker in Chita empfangen.
Rund um die Ise-Bucht liegen weitere Kraftwerke von Chubu, die LNG als Brennstoff verwenden. Das LNG-Terminal Chita ist deshalb seit September 2013 über zwei Pipelines (in einem 13,3 km langen Tunnel unter dem Meeresgrund) mit dem Kraftwerk Kawagoe verbunden, um die Versorgungssicherheit zu erhöhen. Kawagoe wiederum ist über einen weiteren Tunnel mit dem Kraftwerk Yokkaichi verbunden.

## Sonstiges
Laut Power Technology liegt das Kraftwerk Chita an fünfter Stelle der leistungsstärksten mit Erdgas betriebenen Kraftwerke. Gemäß der Website industcards liegt Chita an Stelle 78 der leistungsstärksten Kraftwerke weltweit.